# 土御門院小宰相

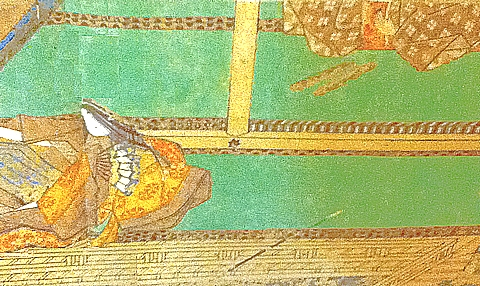
後嵯峨天皇の問いに答え、人妻からの返信の真意を解き明かす小宰相 - 奈与竹物語絵巻

土御門院小宰相（つちみかどのいんのこさいしょう、生没年不詳）は、鎌倉時代の女流歌人。女房三十六歌仙の一人。従二位藤原家隆の娘。藤原隆祐の姉妹（どちらが年長かは不明）。承明門院小宰相とも呼ばれた。

## 経歴
初め土御門院に出仕するが、承久の乱によって土御門院が土佐国に遷った後は、土御門院の生母承明門院在子に仕え、更に在子によって養育された後嵯峨院に出仕して後嵯峨院歌壇で活躍した。『新勅撰和歌集』以降の勅撰集、歌合等に作品を残している。1265年（文永2年）の八月十五夜歌合に出詠しており、この時点で健在だったことがわかる。

## 逸話
- 小宰相自身は後鳥羽院歌壇で活躍した世代ではないが、後鳥羽院が配流先の隠岐から、都の歌人十五名に十題十首の和歌を求め、自らの詠歌と判を加えて八十番の歌合とした『遠島御歌合』には、父家隆や兄弟の隆祐と共に彼女も十首を詠進している。

後鳥羽院は「やさしきさまに侍り」と賞賛している。
- ある時、蹴鞠の会で見かけた美女に一目ぼれした後嵯峨天皇が、臣下に必死で探させた結果、ある少将の家の女とわかり恋文を送った。すると、送った恋文の末尾に「を」の一文字だけが書き足されて返ってきた。意味がわからず困惑している天皇に、小宰相が小式部内侍のエピソード[* 2]を引いて「夜になれば参りますという意味でしょう」と教えたので、天皇は安心して待っていた。果たして小宰相の予言通り、深夜にその美女、少将の妻が天皇のもとに逢いに来た[2][3]。

## 作品
勅撰集
| 歌集名         | 作者名表記     | 歌数 | 歌集名         | 作者名表記     | 歌数 | 歌集名         | 作者名表記     | 歌数 |
| -------------- | -------------- | ---- | -------------- | -------------- | ---- | -------------- | -------------- | ---- |
| 千載和歌集     |                |      | 新古今和歌集   |                |      | 新勅撰和歌集   | 承明門院小宰相 | 2    |
| 続後撰和歌集   | 土御門院小宰相 | 6    | 続古今和歌集   | 土御門院小宰相 | 12   | 続拾遺和歌集   | 土御門院小宰相 | 4    |
| 新後撰和歌集   | 土御門院小宰相 | 2    | 玉葉和歌集     |                |      | 続千載和歌集   | 土御門院小宰相 | 2    |
| 続後拾遺和歌集 | 土御門院小宰相 | 1    | 風雅和歌集     | 土御門院小宰相 | 1    | 新千載和歌集   | 土御門院小宰相 | 1    |
| 新拾遺和歌集   | 土御門院小宰相 | 4    | 新後拾遺和歌集 |                |      | 新続古今和歌集 | 土御門院小宰相 | 4    |

定数歌・歌合
| 名称                 | 時期               | 作者名表記            | 備考                 |
| -------------------- | ------------------ | --------------------- | -------------------- |
| 土御門院歌合         | （年代不詳）       |                       |                      |
| 遠島御歌合           | 1236年（嘉禎2年）  |                       |                      |
| 院御歌合             | 1247年（宝治元年） | 承明門院小宰相        | 後嵯峨院と番い負9持1 |
| 宝治百首             | 1248年（宝治2年）  | 承明門院小宰相 小宰相 |                      |
| 九月十三夜影供歌合   | 1251年（建長3年）  | 承明門院小宰相        | 蓮性と番い勝4負4持2  |
| 九月十三夜百首歌合   | 1256年（建長8年）  | 土御門院小宰相        |                      |
| 中務卿宗尊親王家百首 | 1261年（弘長元年） |                       |                      |
| 八月十五夜歌合       | 1265年（文永2年）  |                       |                      |

私家集
- 家集は伝存しない。